# قائمة القتل (فلم)
قائمة القتل (بالإنجليزية: Kill List) هُو فيلم جريمة ورعب نفسي بريطاني صدر سنة 2011 وأخرجه بن ويتلي. الفيلم من وبطولة نيل ماسكيل وماي آنا بورينج ومايكل سمايلي، ويروي قصة عودة جُندي بريطاني من كييف، وانضمام هذا الأخير لصديق قديم له في العمل كقاتل مأجور. صُورت أحداث الفيلم في مدينة شيفيلد جنوب يوركشاير في إنجلترا.

## طاقم التمثيل
- نيل مسكل: في دور جاي
- مايآنا بيرنج: في دور شيل
- مايكل سمايلي: في دور جال
- إيما فراير: في دور فيونا
- هاري سيمبسون: في دور سام
- ستروان روجر: في دور عميل
- بن كرومبتون: في دور جاستن
- روبن هيل: في دور ستيوارت
- جاريث تونلي: في دور الكاهن
- مارك كيمبنر: في دور أمين المكتبة
- جيمس نيكرسون: في دور النائب
- روبرت هيل: في منصب رئيس الكهنة
- أليس لوي: في دور مراسل إذاعي
- ستيف أورام: في دور مراسل إذاعي[2]

## أحداث الفيلم
جاي وجال من الجنود السابقين الذين أصبحوا قتلة منذ أن تركوا الجيش. يعود جال، بينما لا يزال جاي يعاني من مهمة كارثية غير محددة في كييف. على الرغم من إلحاح شيل زوجة جال، ولكنه لم يعمل منذ ذلك الحين، وينفد ما لديه من مال. تنظم شيل حفل عشاء تدعو إليه جال وصديقته فيونا، مديرة الموارد البشرية، وخلال المساء، يكشف جال أن لديه وظيفة جديدة لهم، والتي شجعته شيل على توليها. تذهب فيونا إلى المرحاض، وتنحت رمزًا على ظهر مرآة الحمام، وتأخذ منديلًا كان جاي يستخدمه لتجفيف دمه من أثر جرح اثناء الحلاقة. يقبل جاي الوظيفة، ويلتقي الاثنان بالعميل الغامض الذي لديه قائمة بثلاثة أشخاص يريد قتلهم. يقطع صاحب العمل يد جاي ويده بشكل غير متوقع، لتوقيع العقد فعليًا بالدم. يتضح أن هدفهم الأول، رجل يدعى «الكاهن»، ويتعرف على جاي ويشكره قبل مقتله. الاسم الثاني على القائمة، «الليبريان»، هو أمين أرشيف يحتفظ بمجموعة من مقاطع الفيديو المروعة والمثيرة للاشمئزاز ذات الطبيعة غير المعلنة. يشكر الليبريان جاي، الذي قام بتعذيبه وضربه بوحشية حتى الموت بمطرقة بدافع الاشمئزاز من مقاطع الفيديو. يصر جاي على مطاردة وقتل زملاء أمين المحفوظات، وبينما ينظر جال في ملفاتهم، يجد ملفًا له ولجاي، بما في ذلك تفاصيل مهمة كييف، على الرغم من أنهم لا يتعرفون عليه، إلا أن الملف يتضمن الرمز الذي نحتته فيونا في مرآة جاي. يخبر جال زميله جاي أنه أثناء مداهمة خزانة منزل الهدف الثاني، أخذ ما يكفي من المال لتغطية المبلغ الإجمالي الذي سيحصلون عليه مقابل العقد. يقرر جال التخلي عن العقد والعودة إلى المنزل، ويوافقه جاي. يصاب جاي بعدوى من جرح يده، ويزور طبيبه، ليكتشف أن طبيبه المعتاد قد تم استبداله برجل آخر يقدم له نصيحة غامضة. يعود جاي وجال إلى عملائهم ويعرضون البحث عن بدائل لقتل الاسم الأخير في القائمة. يرفض العميل ويحذرهم إن القتلة وعائلاتهم سيقتلون إذا لم يكملوا العقد. تأخذ شيل ابنهما سام إلى كوخ العائلة لحمايته بينما يعود جاي وجال إلى العمل.
الضحية الأخيرة ويدعى «النائب»، هو عضو في البرلمان يعيش في قصر، وأثناء مراقبة منزل النائب، يشهد الاثنان مراسمًا غريبة في الغابة تبلغ ذروتها في التضحية البشرية. يفتح جاي النار ببندقية هجومية، ويقدم زعيم الحفل نفسه لجاي لتنفيذ مهمته وقتله. ينطلق جاي وجال لقتل عديد من الطوائف قبل أن يطارد الأعضاء الملثمون المتبقون القتلة في مجمع تحت الأرض. يقوموا بإلقاء القبض على جال ونزع أحشاءه، مما أجبر جاي على القيام بقتل جال رحمة به. يخرج جاي من الأنفاق ويهرب إلى كوخ العائلة ويلتقي بشيل. يكتشف جاي أن إطارات سيارتهم قد تمزقت. يحاول جاي تحديد موقع مهاجميه، لكنه يفقد وعيه. داخل الكوخ، تسلح شيل نفسها وتطلق النار على العديد من الغزاة.
يستيقظ جاي في الحقل محاطًا برجال الدين، الذين يجردونه ويضعون قناعًا على وجهه. ويواجه ضحيته الأخيرة وهو «الأحدب»، يجده ملثم ويرتدي عباءة ومسلح بسكين، وبعد معركة وحشية بالسكين، ينتصر جاي، ليكتشف أن الأحدب كان زوجته مع ابنهما سام مربوطًا على ظهرها. يبدو أن شيل تضحك وهي تموت. يصفق أعضاء الطائفة ويزيلون أقنعتهم، ويكتشف أن فيونا ضمنهم، وايضًا الرجل من مكتب الطبيب بينهم.

## الاستقبال النقدي
منح موقع الطماطم الفاسدة (المتخصص في تجميع آراء النقاد) الفيلم تقييم 77% بناء على 87 ناقد، وكان التعليق الجمعي يقول: «فيلم جريمة بطيء الحرق تم تنفيذه بخبرة ويتميز بالتشويق قبل أن يتحول إلى رعب عميق»، وقدم ميتاكريتيك تقييم للفيلم بلغ 67% بناء على آراء 22 ناقد. منحت مجلة السينما البريطانية «توتال فيلم» الفيلم خمسة نجوم من أصل خمسة نجوم وقالت: «بالإضافة إلى كونه فيلم رعب، فهو ايضًا فيلم غامض وحدث غريب عن أسطورة آرثر، وقد تأثر كثيرًا بجون كاسافيتس (ممثل ومخرج أمريكي 1929 – 1989) وآلان كلارك (مخرج تلفزيوني 1935 – 1990)  وايضًا المخرج البريطاني كين لوتش، ان الحوار المطلق والعروض المثالية والصور المشوشة الجذابة تمنحنا فيلمًا مضحكًا وكئيبًا وحنونًا وقاسيًا وخطيرًا، نادرًا ما وصل الرعب البريطاني إلى هذه المرتفعات منذ منتصف السبعينيات».
تم إدراج الفيلم في قائمة أفضل 50 فيلمًا لصحيفة الجارديان البريطانية في عام 2015.
أدرج الموقع الإلكتروني الترفيهي إيه. في. كلوب، فيلم «قائمة القتل» في المرتبة 18 ضمن قائمة أفضل 25 فيلم رعب منذ عام 2000.

## الجوائز والترشيحات
تلقى الفيلم عددًا من الترشيحات في حفل توزيع جوائز الأفلام المستقلة البريطانية لعام 2011 وفاز بواحدة منها:
- فاز بجائزة «أفضل ممثل مساعد» لمايكل سمايلي.
- رُشح لنيل جائزة أفضل إنتاج.
- رُشح لنيل جائزة «أفضل ممثل».
- رُشح لنيل جائزة «أفضل ممثلة».
- رُشح لنيل جائزة «أفضل مخرج».
- رُشح لنيل جائزة أفضل سيناريو.